# جورج أودونيل
جورج أودونيل (بالإنجليزية: George O'Donnell)‏ هو لاعب كرة قاعدة أمريكي، ولد في 27 مايو 1929 في وينشستر في الولايات المتحدة، وتوفي في 19 ديسمبر 2012 في سبرينغفيلد في الولايات المتحدة.

## وصلات خارجية
- جورج أودونيل على موقع دوري كرة القاعدة الرئيسي (الإنجليزية)
- جورج أودونيل على موقعبيزبول رفرنس.كوم (الدوري الرئيسي) (الإنجليزية)
- جورج أودونيل على موقعبيزبول رفرنس.كوم (الدوري الثانوي) (الإنجليزية)